# CDAGS-Syndrom
Das CDAGS-Syndrom, auch CAP-Syndrom genannt,  ist eine sehr seltene angeborene Erkrankung. Das Akronym bezeichnet  die Merkmalkombination, nämlich von C Craniosynostose und Klavikulahypoplasie, D verzögerter („delayed“) Verschluss der Fontanelle und mitunter Taubheit („deafness“), A Anal-Fehlbildung, G (uro)genitale Fehlbildung und S Haut („skin“) Veränderungen wie Porokeratose.
Die Bezeichnung geht zurück auf die Autoren einer Beschreibung aus dem Jahre 2005 durch R. Mendoza-Londono und Mitarbeiter.

## Verbreitung
Die Häufigkeit wird mit unter 1 zu 1.000.000 angegeben, die Vererbung erfolgt autosomal-rezessiv.

## Ursache
Der Erkrankung liegen Mutationen auf Chromosom 22 am Genort q12-q13 zugrunde.

## Klinische Erscheinungen
Die Krankheit wird schon beim Säugling erkennbar durch Synostose der Kranznaht mit weit offener Fontanelle.
Häufig findet sich auch ein Exanthem als Porokeratose (eine Störung der Keratinisierung), eine Schallempfindungsschwerhörigkeit sowie eine deutliche Entwicklungsverzögerung.